# Château d'Aigneville
 (mars 2021).
Si vous disposez d'ouvrages ou d'articles de référence ou si vous connaissez des sites web de qualité traitant du thème abordé ici, merci de compléter l'article en donnant les références utiles à sa vérifiabilité et en les liant à la section « Notes et références ».
 (avril 2021).
- Si vous ne connaissez pas le sujet, laissez ce bandeau (vous pouvez alors contacter les auteurs).
- Si vous supprimez le contenu mis en cause (vous pouvez préalablement contacter les auteurs),

argumentez précisément cette suppression dans la page de discussion
(un manque de référence n'est pas un argument ; une recherche réelle de référence doit avoir été effectuée, être formellement documentée).
Le château d'Aigneville est une gentilhommière picarde du XVIIIe siècle qui se dresse au centre du village d'Aigneville dans le département de la Somme en région Hauts-de-France.

## Situation
Le château d'Aigneville est situé dans le département français de la Somme sur la commune d'Aigneville, à égale distance du Tréport et de Saint-Valery-sur-Somme. À la lisière de la baie de Somme, il est localisé à l'intérieur du périmètre du Syndicat Mixte Baie de Somme Trois Vallées.

## Histoire
L'histoire du château d'Aigneville se confond dans celle de la famille Danzel qui a rassemblé et qui conserve les archives du château. Vers 1540, Nicolas Danzel, seigneur de Brunville, receveur des droits seigneuriaux de la châtellenie de Maisnières, résidait déjà à Aigneville où il fit bâtir le chœur de l'église du village. En 1575, son fils, Nicolas reçoit du roi Henri III ses lettres de noblesse et devient vicomte de Boismont. À l'époque, les seigneurs d'Aigneville ne résident pas dans le château actuel mais dans une maison seigneuriale aujourd'hui  quasiment disparue.
Au début du XVIIIe siècle, Jean Danzel, vicomte de Boismont, est mousquetaire de la Garde du Roi.
La branche ainée des Danzel de Boismont s'éteint au XIXe siècle avec les frères Auguste et Gustave, restés sans descendance. Deux branches cadettes existaient alors. La première, détachée au XVIIe siècle siècle est à l'origine de l'actuel château d'Aigneville. La seconde branche est domiciliée dans une demeure du hameau voisin d'Hocquélus. 
Au début du XVIIe siècle siècle, l'actuel château d'Aigneville n'est qu'un pavillon de plain-pied au milieu d'un vaste domaine agricole. La propriété appartient alors à Antoine-François Danzel qui demeure à Abbeville.
En 1746, Philippe-François Danzel, président du grenier à sel d'Abbeville, hérite du domaine. Il fait réparer les divers bâtiments agricoles et lance la reconstruction de l'habitation. La nouvelle demeure construite est le corps central du château actuel. Elle est alors constituée au rez-de-chaussée, d'un vestibule, d'une salle à manger, d'une office, d'un salon et à l'étage de quatre chambres.
À la Révolution française, le château appartient à Louis-Antoine Danzel, capitaine de cavalerie aux Gardes du Corps du Roi. Ce militaire décide de se fixer sur ses terres d'Aigneville pour se consacrer à l'exploitation du domaine agricole. Il devient d'ailleurs maire de la commune en l'an VIII.
Son fils Louis-César Danzel fait construire les deux ailes du château qui abritent notamment une bibliothèque, une grande cuisine, quatre nouvelles chambres et trois chambres de bonne. 
Au tout début du XXIe siècle, le domaine est constitué du château et de plusieurs bâtiments agricoles. La bâtisse principale et plusieurs bâtiments bénéficient alors d'une très importante rénovation. L'immense grange, en ruine, devra toutefois être détruite. Propriété de la famille Danzel depuis sa construction, le château d'Aigneville est cédé fin 2020 et quitte donc le giron familial.

## Description
Le corps central du château est constitué d'un rez-de-chaussée de cinq travées en brique et d'un étage sous comble à la Mansart. Il est en soi caractéristique des modestes gentilhommières du XVIIIe siècle. De forme carrée, les ailes sont élevées sur deux niveaux. Les chambres de bonne ne sont pas situées sous les combles mais ont été aménagées à l'entresol de l'aile gauche, entre l'office et le premier étage. 
L'intérieur du château n'a pas été considérablement modifié au XXe siècle. Il conserve donc la plupart de ses décors d'origine. Le décor XVIIIe siècle du salon est par exemple resté intact. Il est constitué de moulures en paillis rehaussées de fleurettes et de rubans, formant trumeau au-dessus de la cheminée, encadrements au dessus des doubles portes et panneaux entre les fenêtres. 
Sur la gauche du château subsiste une vaste ferme. Les bâtiments sont organisés autour d'une grande cour au milieu de laquelle une mare a été creusée. La ferme est constituée d'écuries, d'étables, d'un poulailler et de diverses dépendances construites en colombages, couvertes de tuiles. Les pignons sont maçonnés en craie, brique et silex. L'un des bâtiments abrite deux fours à pain superposés en état de fonctionnement.